# Jean Lesage
Jean Lesage (ur. 10 czerwca 1912 w Montrealu, zm. 12 grudnia 1980 w Sillery) – kanadyjski polityk, premier prowincji Quebec z ramienia Liberalnej Partii Quebecu.

## Zarys biografii
Jego ojciec Xavéri był nauczycielem i urzędnikiem. Jean Lesage studiował prawo na Uniwersytecie Laval. W 1931 rozpoczął praktykę adwokacką.
Swoją karierę polityczną rozpoczął od wyboru do parlamentu federalnego, gdzie reprezentował Liberalną Partię Kanady. Pełnił szereg funkcji ministerialnych, m.in. był ministrem finansów oraz ministrem rozwoju terenów północnych i zasobów naturalnych. W 1958 zrezygnował z udziału w polityce na poziomie federalnym, jednocześnie wygrywając wybory na lidera Liberalnej Partii Quebecu. Po zwycięskich wyborach parlamentarnych w 1960, do których partia poszła ze sloganem: Maîtres chez-nous – „Panami własnego domu”, został premierem rządu prowincjonalnego, jednocześnie obejmując w nim stanowisko ministra finansów oraz do spraw stosunków prowincjonalno-federalnych. Urząd premiera zachował do przegranych wyborów w 1966. Do 1970 pozostał na czele partii, jednocześnie będąc liderem opozycji. Kontrolę nad ugrupowaniem przekazał Robertowi Bourassie. Później jego zaangażowanie w politykę znacznie zmalało. Zajął się bowiem zarządzaniem, pełniąc funkcje kierownicze w różnych przedsiębiorstwach.
Był autorem broszury: Jean Lesage s'engage oraz artykułu: Canadian Education. Przemówienia polityka zostały wydane w 1965 w zbiorze: Un Québec fort dans une nouvelle federation. Był członkiem wielu organizacji społecznych. Został pochowany w Ste-Foy na cmentarzu Belmonte.
Na czas jego rządów przypadł ważny okres w historii Quebecu zwanym cichą rewolucją, będący szeregiem głębokich zmian politycznych, gospodarczych i społecznych w prowincji.